# Ildico
Ildico (V wiek) – jedna z żon Attyli, prawdopodobnie germańska księżniczka. 
Jej prawdziwe imię brzmiało najprawdopodobniej Hildegunda. Według legendy w noc poślubną wiosną 453 roku zamordowała męża, by pomścić swych pobratymców podbitych przez wodza Hunów. Jednak zdaniem Jordanesa Attyla zmarł z przyczyn naturalnych w wyniku pijaństwa i wysiłku związanego ze zbyt gorliwym spełnianiem obowiązków małżeńskich. Współcześni historycy wierzą jego relacji, a nie późniejszym legendom. O Ildico Jordanes pisze, że w dzień po ślubie słudzy władcy Hunów znaleźli ją szlochającą obok łóżka, na którym leżał martwy Attyla.